# Emufélék
Az emufélék (Dromaiidae) a madarak osztályának struccalakúak (Struthioniformes) rendjébe tartozó család.
1 nem és 1 élő faj tartozik a családba.
Az emufélék családjának egyetlen élő képviselője, közeli rokona a kazuárféléknek, éppen ezért korábban sokáig közös családba is sorolták őket. Egyes rendszer besorolások ma is oda sorolják őket.

## Elterjedésük, élőhelyük
Az egyetlen még élő faj Ausztráliában őshonos, ahol erdőkben és nyílt területeken egyaránt megtalálható.

## Megjelenésük
Lábfejükön három ujj található.

## Életmódjuk
Elsősorban növényi részekkel táplálkoznak.

## Szaporodásuk
A tojásokat a hím költi ki.

## Rendszerezésük
A családba egyetlen nem és az alábbi 3 faj tartozik.
- Dromaius Vieillot, 1816 – 3 faj
  - emu (Dromaius novaehollandiae)
  - fekete emu (Dromaius ater) – kihalt
  - kenguru-szigeti emu (Dromaius baudinianus) – kihalt